# Доманевиці (Лодзинське воєводство)
Доманевиці (пол. Domaniewice) — село в Польщі, у гміні Доманевиці Ловицького повіту Лодзинського воєводства.
Населення — 1174 особи (2011).
У 1975—1998 роках село належало до Скерневицького воєводства.

## Демографія
Демографічна структура станом на 31 березня 2011 року:
|          | Загалом | Допрацездатний вік | Працездатний вік | Постпрацездатний вік |
| -------- | ------- | ------------------ | ---------------- | -------------------- |
| Чоловіки | 584     | 104                | 427              | 53                   |
| Жінки    | 590     | 115                | 368              | 107                  |
| Разом    | 1174    | 219                | 795              | 160                  |